# تیمیسته-کلرمون
شهر تیمیسته-کلرمون (به فرانسوی: Thimister-Clermont) در شهرستان ورویه  در استان لیئژ  در منطقه فدرال والوون در کشور بلژیک واقع شده‌است.